# 中川郡 (天塩国)
- 令制国一覧 > 北海道 (令制) > 天塩国 > 中川郡 (天塩国)
- 日本 > 北海道 > 上川総合振興局 > 中川郡 (天塩国)

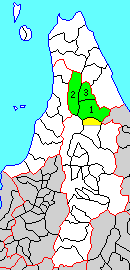
北海道天塩国中川郡の位置（1.美深町 2.中川町 3.音威子府村 黄：明治期）

中川郡（なかがわぐん）は、北海道（天塩国）上川総合振興局の郡。
人口5,528人、面積1,542.46km²、人口密度3.58人/km²。（2025年6月30日、住民基本台帳人口）
以下の2町1村を含む。
- 美深町（びふかちょう）
- 音威子府村（おといねっぷむら）
- 中川町（なかがわちょう）

## 郡域
1879年（明治12年）に行政区画として発足した当時の郡域は、上記2町1村に名寄市の一部（智恵文）を加えた区域にあたる。

## 郡名の由来
天塩川の中流域に位置することに由来する。

## 歴史

### 郡発足までの沿革
江戸時代の中川郡域は西蝦夷地に属し、松前藩によって開かれていたテシホ場所に含まれた。江戸時代後期になると文化4年南下政策を強力に進めるロシアの脅威に備え、中川郡域は天領とされた。文政4年には一旦松前藩領に復したものの、安政2年再び天領となり庄内藩が警固を行い、同6年以降は庄内藩領となっていた（6藩分領）。
戊辰戦争（箱館戦争）終結直後の1869年8月15日、大宝律令の国郡里制を踏襲して中川郡が置かれた。

### 郡発足以降の沿革
- 明治2年

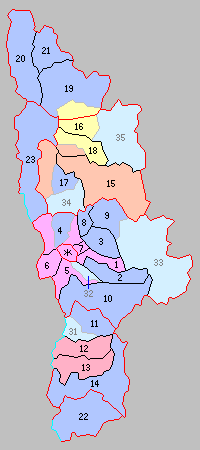
北海道一・二級町村制施行時の天塩国中川郡の町村（19.下名寄村 20.中川村 21.常盤村 青：区域が発足時と同じ町村および合併を経ていない町村 黄：名寄市）

  - 8月15日（1869年9月20日） - 北海道で国郡里制が施行され、天塩国および中川郡が設置される。開拓使が管轄。
  - 8月17日（1869年9月22日） - 水戸藩の管轄となる（北海道の分領支配）。
- 明治4年8月20日（1871年10月4日） - 再び開拓使の管轄となる。
- 明治5年
  - 4月9日（1872年5月15日） - 全国一律に戸長・副戸長を設置（大区小区制）。
  - 10月10日（1872年11月10日） - 4月に設置された区を大区と改称し、その下に旧来の町村をいくつかまとめて小区を設置（大区小区制）。
- 明治9年（1876年）9月 - 従来開拓使において随意定めた大小区画を廃し、新たに全道を30の大区に分ち、大区の下に166の小区を設けた。

- 第29大区
  - 1小区

- 明治12年（1879年）7月23日 - 郡区町村編制法の北海道での施行により、行政区画としての中川郡が発足。
- 明治13年（1880年）3月 - 留萌郡外六郡役所（留萌天塩中川上川苫前増毛郡役所）の管轄となる。
- 明治14年（1881年）7月 - 増毛郡外六郡役所（増毛留萌天塩中川上川苫前郡役所）の管轄となる。
- 明治15年（1882年）2月8日 - 廃使置県により札幌県の管轄となる。
- 明治19年（1886年）1月26日 - 廃県置庁により北海道庁札幌本庁の管轄となる。
- 明治30年（1897年）11月5日 - 郡役所が廃止され、増毛支庁の管轄となる。同年下名寄村を設置。
- 明治32年（1899年）5月20日 - 上川支庁の管轄となる。
- 明治39年（1906年）- 中川村を設置。
- 大正4年（1915年）4月1日 - 北海道二級町村制の施行により下名寄村（二級村、単独村制）が発足。（1村）
- 大正5年（1916年）- 中川村から常盤村が分村。
- 大正8年（1919年）4月1日 - 北海道二級町村制の施行により、中川村、常盤村（いずれも二級村、単独村制）が成立する。（3村）
- 大正9年（1920年）6月1日 - 下名寄村の一部（下名寄村1 - 6部・チエブン原野）が分立して智恵文村（二級村）が発足。残部が改称して美深村となる。（4村）
- 大正12年（1923年）4月1日 - 美深村が北海道一級町村制・町制を施行して美深町（一級町）となる。（1町3村）
- 昭和18年（1943年）6月1日 - 北海道一・二級町村制が廃止され、北海道で町村制を施行。二級町村は指定町村となる。
- 昭和21年（1946年）10月5日 - 指定町村を廃止。
- 昭和22年（1947年）5月3日 - 地方自治法の施行により北海道上川支庁の管轄となる。
- 昭和29年（1954年）8月1日 - 智恵文村が上川郡名寄町と合併し、改めて上川郡名寄町が発足、郡より離脱。（1町2村）
- 昭和38年（1963年）4月1日 - 常盤村が改称して音威子府村となる。
- 昭和39年（1964年）5月1日 - 中川村が町制施行して中川町となる。（2町1村）